# 警視庁鑑識課〜南原幹司の鑑定〜
『警視庁鑑識課〜南原幹司の鑑定〜』（けいしちょうかんしきか・なんばらかんじのかんてい）は、2011年から2013年までTBS系「月曜ゴールデン」で放送されたテレビドラマシリーズ。全3回。主演は中村雅俊。

## キャスト

### 警視庁鑑識課
南原幹司（なんばら かんじ）
演 - 中村雅俊
第一現場鑑識の係長。階級は警部。元々は医者を目指していた。食に関する造詣が深く料理も得意。私立探偵スペンサーのファン。
小山内春佳（おさない はるか）
演 - 星野真里（幼少期：楊詩帆莉〈第1作〉）
経歴：警視庁柿の木坂警察署強行犯係（第1作）
→ 警視庁鑑識課第一現場鑑識（第1作 - ）
階級は巡査部長。元々は刑事だったが第1作のラストで警視庁鑑識課に異動した。幼少期に母が殺害される現場に遭遇したトラウマでPTSDに罹っている。
中島虎吉（なかじま とらきち）
演 - ダンカン（第2作・第3作）
第一現場鑑識の主任。階級は警部補。
末成光男
演 - 大滝明利
第一現場鑑識の主任。階級は警部補（第1作） → 巡査部長（第2作）。
岡島秀樹
演 - ドロンズ石本（第1作・第3作）
第一現場鑑識。階級は巡査部長。
真鍋あさ美
演 - 遠野あすか
指紋係。
塙信輝
演 - 野本光一郎
第一現場鑑識。
山下和徳
演 - 河野洋一郎
検視官。階級は警視。
新城浩一
演 - 満田伸明
足跡係。第3作はセリフがない。
浜崎慶
演 - 宇敷浩志
写真係。
平田陽一
演 - 小堀健太（第2作・第3作）
足跡係。
徳山道則（とくやま みちのり）
演 - 佐々木勝彦
第一現場鑑識の管理官。階級は警視。

### 警視庁捜査一課
金子雅樹
演 - 高野ひろゆき
強行犯捜査六係。階級は警部補。
吉田保（よしだ たもつ）
演 - モロ師岡
強行犯捜査六係長。階級は警部。
貴志川淳平（きしかわ じゅんぺい）
演 - 布川敏和
管理官。階級は警視。

### 警視庁北千住警察署
蛭子新太郎
演 - 川野直輝（第2作・第3作）
刑事課の刑事。階級は巡査。春佳と警察学校の同期。
大倉
演 - 江連健司（第2作・第3作）
刑事課の刑事。

### 警視庁科学捜査研究所
宝生雪麿
演 - 北山雅康
技官。
斉藤葉子
演 - 天本咲（第1作・第2作）
法医。
時田米子
演 - 東久美子（第2作・第3作）
化学。

### ゲスト
第1作「美人料理研究家が殺された! 遺体の衣服に微量の土砂科学捜査が暴く愛と憎しみの復讐劇 心に闇を抱え女刑事が挑む」（2011年）
- 奥村幸宏（美輪子の夫・名邦大学経済学部 准教授） - 飯田基祐
- 奥村美輪子（料理研究家・美輪子クッキングスクール 講師） - 舟木幸
- 奥村梨花（奥村と美輪子の長女・聖育学園高等部 2年生） - 落丸紗矢
- 平田（警視庁鑑識課） - 島嵜寿
- 渥美範之（警視庁柿の木坂警察署 刑事課長・警部） - ダンカン
- 村上（警視庁柿の木坂警察署 刑事） - 辻本伸太郎
- 捜査支援分析センター - 牧徹
- 江藤（警視庁柿の木坂警察署 刑事） - 永倉大輔
- 八木原忠彦（ストーカー行為と窃盗で2度の逮捕歴） - 池畑達也
- 秋山信吾（聖育学園中等部 元英語教師・当時テニス部の顧問） - 藤本浩二
- 秋山輝代（秋山信吾の母） - 中真千子
- 美輪子クッキングスクール 生徒 - 田村真紀
- 春佳の母 - 田川あゆみ
- アパートの青年 - 酒井貴浩
- アパートの住人 - 田根楽子
- 聖育学園 事務長 - 柴田林太郎
- 貴志川淳平の恋人 - 高橋幸子（ノンクレジット）
- 高野詩織（オレンジ出版 編集者・半年前から美輪子の担当） - 高橋かおり

第2作「美しき女性杜氏の秘められた過去と連続殺人! 残された米と花粉は父から娘へ悲しみのメッセージ」（2011年）
- 有田清美（有田酒造 現社長） - 遊井亮子
- 有田庄吉（清美の父・有田酒造 前社長・現ホームレスで通称“ろくさん”） - 不破万作
- 小寺平造（蔵人頭） - 三浦浩一
- 瀬堀隆利（清美の母方の叔父・都議会議員） - 大林丈史
- 安川憲（フリーライター） - 柳憂怜
- 山岸研二（北千住警察署刑事課 刑事） - 山本竜二
- 南原東一郎（南原の父） - 加島潤
- 主婦 - 菅原祥子
- 南原実加（南原の妹・医師） - 岡田奈々

第3作「DNA鑑定の落とし穴!? 殺人現場に残る血痕は完全アリバイを持つ人物のものだった…最新科学捜査の限界か? 救いは姉妹の愛」（2013年）
- 山口珠世（小料理「幸」店主・唐沢の実娘・典子の実姉） - 洞口依子
- 唐沢典子（唐沢の娘で秘書・珠世の実妹） - 小沢真珠
- 山名幸子（警視庁科学捜査研究所 法医） - 高樹澪
- 須藤泰造（北千住警察署刑事課 巡査部長） - 保積ぺぺ
- 木下（焼き鳥屋店主） - 石井愃一
- 山口裕子（珠世の母・故人） - 服部妙子
- 本間直之（ルポライター） - 辻輝猛
- 江里子（衆文堂出版 編集長） - 風間舞子
- 篠田（スナック「アムール」マスター） - 佐藤亮太
- 小池秀子（珠世のアパート隣人） - 竹村千穂
- テレビ局のプロデューサー - 出口高司
- テレビ局のスタッフ - 山田真由子
- 光岡（刑事） - 安岡直
- 塩野（転落事件の現場で走り去る女とぶつかった自転車の男） - 上地慶
- チンピラ - 保科光志
- 東京警察病院 医師 - 菅原祥子
- 唐沢洋二郎（タレント弁護士・珠世の実父） - 竜雷太

## スタッフ
- 脚本 - 林誠人、小杉晶子、下村優、松井信幸
- 監督 - 中前勇児、下村優
- 予告ナレーション - 平野義和（第3作）
- プロデューサー - 木川康利
- 編成担当 - 永山由紀子
- 制作 - アズバーズ、TBS

## 放送日程
- 第3作は2013年3月18日の放送予定だったが、2013 ワールド・ベースボール・クラシック準決勝の日本戦放送のため延期された[20]。

| 話数 | 放送日        | サブタイトル | 脚本            | 監督     | 視聴率 |
| ---- | ------------- | --- | --------------- | -------- | ------ |
| 1    | 2011年3月28日 | 美人料理研究家が殺された! 遺体の衣服に微量の土砂科学捜査が暴く愛と憎しみの復讐劇 心に闇を抱え女刑事が挑む        | 林誠人 小杉晶子 | 中前勇児 | 10.2%  |
| 2    | 11月28日      | 美しき女性杜氏の秘められた過去と連続殺人! 残された米と花粉は父から娘へ悲しみのメッセージ                         | 下村優 松井信幸 | 下村優   | 13.7%  |
| 3    | 2013年8月19日 | DNA鑑定の落とし穴!? 殺人現場に残る血痕は完全アリバイを持つ人物のものだった… 最新科学捜査の限界か? 救いは姉妹の愛 | 下村優 松井信幸 | 下村優   | 11.3%  |

- 視聴率はビデオリサーチ調べ、関東地区・世帯